# Bow, McLachlan and Company
Bow, McLachlan and Company fu una società scozzese di costruzioni navali ed ingegneria marittima sul mercato tra il 1872 e il 1932.

## Storia

### 1872–1914
Nel 1872 William Bow e John McLachlan fondarono l'azienda a Abbotsinch, nel Renfrewshire, dove costruivano meccanismi per i timoni e motori a vapore marini di piccole dimensioni. Nel 1900 l'aziendasi espanse nella costruzione di piccole navi acquisendo l'officina Thistle Works e il cantiere di Paisley di J. McArthur & Co. L'espansione portò alla creazione di una società a responsabilità limitata.
Bow, McLachlan & Co. entrò nel mercato specializzato delle navi "da smontare". Queste venivano imbullonate al cantiere, tutte le parti venivano contrassegnate da numeri e poi venivano disassemblate e trasportate smontate per essere poi definitivamente rivettate alla destinazione finale. Quest'elaborato metodo era usato per fornire navi per i laghi e i fiumi senza accesso al mare. La società fornì un certo numero di queste navi alla Uganda Railway per il lago Vittoria, tra cui le navi gemelle passeggeri e cargo Sybil e Winifred (1901), la più grossa Clement Hill (1905) e il cargo Nyanza (1907).
Bow, McLachlan si fece una buona reputazione nella costruzione di rimorchiatori, come il Hallgarth (1901), Samson (1903), Roca (1904) e il rimorchiatore a pale dell'Ammiragliato HMS Robust (1907). La società costruiva anche chiatte, battelli fluviali e piccole navi da carico. Nel 1903 la nave da carico a basso pescaggio Myee, di 30 m, venne spedita in Australia in sezioni da riassemblare a Sydney. Le navi costruite nel 1904 includono il cutter a vela con motore a vapore HMS Argus per la Coast Guard e lo yacht a vapore Hildegarde per Lord Pender. Nel 1906 Bow, McLachlan costruì due posacavi per due delle compagnie telegrafiche di Lord Pender: la Cormorant per la Western Telegraph Co. e la Sentinel per la Eastern Telegraph Co.
Nel 1912 Bow, McLachlan costruì due piroscafi ''tascabili'' costieri per il Canadian Pacific Railway Coast Service della Columbia Britannica, le navi gemelle Princess Mary e Princess Sophia. Nel 1913 costruì altre due navi ''da smontare'' per la Uganda Railway, le gemelle Usoga e Rusinga.

### Prima guerra mondiale
Durante la prima guerra mondiale Bow, MacLachlan costruì nel 1915 per la Royal Navy lo sloop classe Azalea HMS Camellia i due classe Acacia HMS Marigold e Mimosa, nel 1916 il classe Arabis HMS Myosotis e diversi pescherecci da guerra classe Castle. Costruì anche i dragamine classe Hunt HMS Cotswold, nel 1916, HMS Cottesmore, nel 1917, HMS Blackburn, Bootle, Caerleon e Camberley, nel 1918, e HMS Carstairs e Caterham nel 1919. Sempre nel 1919 costruì per l'Ammiragliato diverse imbarcazioni per l'ancoraggio della classe Moor.

### 1920–32
Nel 1920 la società andò in liquidazione volontaria ma fu ricostituita come nuova società con lo stesso nome. Sempre nel 1920 costruì lo yacht a vapore Volo per il cofondatore William Bow. Negli anni venti Bow, Maclachlan ricevette ordini per l'esportazione in diverse nazioni come l'Australia, la Grecia, l'India e il Portogallo. All'inizio degli anni trenta la società ricevette nuovi ordini dall'estero, tra cui una classe di sei rimorchiatori per la marina cilena.
Nel 1930 Bow, McLachlan costruì lo yacht Kiloran per Lord Strathcona and Mount Royal. Comunque, in quel momento la produzione nel Regno Unito era già in declino per la grande depressione e il governo decise di razionalizzare l'industria della cantieristica navale. Nel 1932 la National Shipbuilders Securities prese il controllo e chiuse Bow, McLachlan.
Durante la seconda guerra mondiale il cantiere fu brevemente riaperto per costruire mezzi da sbarco.

## Navi sopravvissute
Diverse navi costruite da Bow, MacLachlan sopravvivono in tutto il mondo. La veterana nave cargo Nyanza e la nave mista cargo e passeggeri Rusinga furono riportate ancora operanti sul lago Vittoria nel XXI secolo, ora al servizio di privati. Una delle imbarcazioni britanniche per l'ancoraggio classe Moor, la HMDYC Moorstone, continua il servizio civile sotto bandiera turca e con il nome di Cikaran. Il vapore a pale Sudan (1921) fu restaurato nel 2001 e continua il suo servizio turistico sul Nilo. La pilotina John Oxley (1927) è preservata a Sydney. Il rimorchiatore Colo Colo (1931) è conservato a Punta Arenas, in Cile, e il rimorchiatore a pale John H Amos (1931) è preservato presso l'arsenale di Chatham.